# Ulinzi Stars
Ulinzi Stars is een Keniaanse voetbalclub uit de stad Nakuru. De club werd in de jaren 00' erg succesvol want het werd in dat decennium vier keer kampioen.

## Palmares
- Premier League

Winnaar (4) : 2003, 2004, 2005, 2010

### CAFcompetities
- CAF Champions League: 2 deelnames

2004 - Eerste ronde
2011 - n.n.b.